# 마음의소리
《마음의소리》는 조석이 네이버 웹툰 코너에 연재했던 웹툰이다. 만화는 1230화를 돌파했었다. 마음의 소리는 2006년 9월 8일에 연재를 시작해 2020년 7월 27일에 완결된 웹툰이다. 원래는 주 2회 연재였으나 건강상 문제 등 여러 가지 요인으로 인해 주 1회 연재로 변경되었다.  
2016년 7월 19일부터 동명의 애니메이션 마음의 소리가 외한동명, 레인보우 스튜디오, 두루픽스가 제작한 애니메이션 마음의 소리가  애니맥스를 통해 첫 방영되었으며, 10월부터는 동명의 시트콤 마음의 소리가 KBS2를 통해 방영되었다, 그리고 마음의 소리 RPG 게임도 현재 안드로이드 버전으로 출시되었다.
그리고 같은 해 11월 7일부터는 웹드라마와 TV시트콤 《마음의 소리》로도 방송했다. 
14년 동안 연재되며 네이버 웹툰의 시작을 함께한 대표적인 웹툰인 마음의 소리는 2020년 7월 27일에 완결하였다. 이날 하루동안 네이버 웹툰 로고가 '마음의소리 땡큐소머치'라는 문구로 바뀌었다.

## 등장 인물

### 주연
- 조석: 주인공. 직업은 만화가이다.[1]
- 조준: 조석의 형이다. 새로운 집으로 이사한 뒤, 아버지의 통닭집을 이어 장사하고 있다.[2]
- 권정권: 조석과 조준의 어머니이며 전업주부이다.
- 조철왕: 조석과 조준의 아버지이며 통닭집을 운영했었다.
- 최애봉: 조석의 아내이다.
- 조율봉: 조석의 첫째딸이다.
- 조휘봉: 조석의 둘째딸이다.
- 최단혁(추정)[3][4]: 애봉이의 아버지이자 조석에게는 장인어른이다.
- 장모: 애봉이의 어머니이다.
- 최고봉: 애봉이의 남동생이며 경찰관이다.

### 조연
- 김민식[5]: 조석의 후배이다. 행적으로 따지자면 많이 만나본적이 없다고 한다. 나이는 조석보다 5살 어린것으로 추정되며, 특이하게도 숲속에서 살고 있는 인물이다.
- 김현: 조석의 친구이다. 2018년에 교통사고로 사망해서, 이름을 불러주세요 특집에서 조석이 장례식을 치러줬다. 그런데 시즌2에서 딱 1번 등장했다.

### 강아지들
- 센세이션[6]: 조석이 키우는 요크셔테리어.
- 행봉이: 조석과 애봉이 키우는 개
- 개애봉: 시즌3 에서 등장. 행방불명 편 출연.
- 솔이&태양이: 애봉이네 집에서 키우는 개.
- 꼬봉이:  애봉이가 키우는 개.
- 공주: 애봉이가 키우는 개.
- 호동이: 애봉이가 키우는 개.
- 오룡이: 애봉이가 키우는 개.
- 으리링: 조석이 키우는 개.

### 고양이
- 김정남: 조석이 키우던 고양이.

### 조석의 지인들
- 부욱이: 꽃 인간.
- 서울대: 부욱이의 형.
- 예고: 레고의 캐릭터 블럭을 닮은 조석의 지인.
- 김준구: 네이버 웹툰 이사.
- 신[7] : 웹툰 내에서 가끔 등장하는 하늘세계에서 사는 신.
- 김인두: <공기 파이터> 편에서 등장했던 공기 마스터.

### 기타
- 사촌형제: 조석의 사촌형제.
- 최치원: 조석의 고등학교 시절 깡패.

## 만화책
만화책은 학산문화사에서 출간하고있다.

## 파일럿
2015년 10월 1일에 애니맥스 FUNNY TIME에서 방영을 하였다. 분량은 1화(3  에피소드)

## 보고있다(애니메이션)
2016년 11월 2일부터 2017년 2월 4일까지 '보고있다'란 이름으로 애니박스 REST TIME과 애니맥스 FUNNY TIME에 방영되었다.
- 러닝타임: 총 6분 + 병맛쿠키영상 3분.(1화에 9분.)
- 애니메이션 제작: 스튜디오N
- 스토리보드: 외한동명
- 제작: 레인보우 브릿지 스튜디오

### 방영목록
| 회차             | 제목                   | 방송 일자                          |
| ---------------- | ---------------------- | ---------------------------------- |
| 1화(1)           | 나는널 보고있다.       | 2016년 11월 2~10일                 |
| 1화(2)           | 뭐하는 거죠            | 2016년 11월 3~22일                 |
| 1화(3)           | 조석 IN 아일랜드       | 2016년 11월 6~30일                 |
| 2화(1)           | 고백할께 근데... 누구? | 2016년 12월 19~28일,2017년 2월 1일 |
| 2화(2)           | 운수좋은날 vs 망한날   | 2016년 12월 19일~2017년 1월 9일    |
| 2화(3)           | 잠시만!                | 2016년 12월 22일~2017년 1월 2일    |
| 병맛쿠키영상 (1) | 그런거 아냐            | 2017년 1월 2~18일                  |
| 병맛쿠키영상(2)  | 무슨사이?              | 2017년 1월 2~26일                  |
| 병맛쿠키영상(3)  | 하이하이               | 2017년 2월 2~4일                   |

## 텔레비전 애니메이션
2016년 애니맥스에서 《마음의 소리》 애니메이션의 1기 작이 방송되었으며, 2020년부터 2기가 방영되었다. 2021년, 3기도 방영되었다.

### 성우진
- 정재헌: 조석
- 이원찬: 조철왕(조석 아빠)
- 남도형: 조준(조석 형), 센세이션, 고봉이
- 박고운: 최애봉
- 강시현: 권정권(조석 엄마), 행봉이
- 강수진: 민식이[9]

### 1기(1~8화),보고있다 스태프
- 원작 - 조석
- 애니메이션 제작 - 스튜디오N
- 감독 - 윤원근
- 프로듀서 - 정혁진
- 스토리보드 - 외한동명
- 제작 - 레인보우 브릿지 스튜디오

### 1기(9~22화),파일럿 스태프
- 원작 - 조석
- 애니메이션 제작 - 레인보우 브릿지 스튜디오
- 감독 - 윤원근
- 프로듀서 - 류진선
- 스토리보드 - 외한동명
- 제작 - 레인보우 브릿지 스튜디오

### 1기(23~26화),2~3기,스페셜 스태프
- 원작 - 조석
- 제작 - 레인보우 브릿지 스튜디오
- 감독 - 김현수
- 프로듀서 - 윤석진,심재은, 이다혜, 류진선
- 미디어 지원 - 네이버 웹툰, 신희용, 이희윤
- 크리에이티브 지원 - 네이버 웹툰, 황보상우
- 시나리오 - 김현수, 패치워커, 민다혜
- 캐릭터 디자인 - 조성율, 이찬형, 최수정, 오하늘, 이상훈
- 스토리보드 담당 회사 - 외한동명, 뚝! 하는인간들
- 스토리보드 담당자 - 조영대, 박순희, 김상채, 임창욱, 허재선, 이영기
- 애니메틱스 - 이다혜, 류진선
- 레이아웃 - 조성율, 이찬형, 최수정, 오하늘, 이상훈, 정종태, 김성준
- 원화 - 조성율, 이찬형, 최수정, 오하늘, 이상훈, 임보라미, 조규석, 임영규, 이진숙, 홍재성, 원동욱
- 애니메이팅 - 조성율, 이찬형, 최수정, 오하늘, 이상훈, 김지영, 김면호, 김대현, 박대경, 안혜영, 김보람, 김혜숙, 이구순, 김부용, 이하나, 김미연, 최영은, 김지연
- 애니메이션 제작 - 레인보우 브릿지 스튜디오, 두루픽스
- 배경 디자인 - 김명준, 서강호, 안미래, 최태미, 한아름, 이현정, 정지연
- 촬영/편집 - 손명진, 정은수
- 녹음 - TJ Works, 김혜영
- 믹싱 - TJ Works, 정명우
- 효과 - Tune Ace
- 음악 연출 - 이성장
- 주제가 - 
  - 작사 - 김현수, 김기혁, 윤건, 김주영
  - 작곡 - 윤건, 김주영
  - 편곡 - 김주영, 윤지원
- RAP - 김기혁
  - Feat - 류지원
  - 노래 제작 -  Tj works,Dj hong PD(홍준영)

### 회차 목록

#### 시즌 1(2016)
| 회차  | 제목                                                                 | 방송 일자        |
| ----- | -------------------------------------------------------------------- | ---------------- |
| 1,2화 | 출격, 검은 점모시 나비, 밀어버렸다, 가장의 권위, 두개, 머리가 몇개야 | 2016년 7월 19일  |
| 3,4화 | 공성전, 지켜보겠다, 어버이날, 개가 두마리, 나목들, 기계치            | 2016년 7월 26일  |
| 5화   | 인간은, 넌 나의 도구, 진격의 아빠                                    | 2016년 8월 2일   |
| 6화   | 사나이, 이적자, 인터넷맨                                             | 2016년 8월 9일   |
| 7화   | 아마추어 귀족, 우렁각시, 여자 남자                                   | 2016년 8월 16일  |
| 8화   | 눈 좀 치워요, 두개의 조석, 서 있는 가족                              | 2016년 8월 23일  |
| 9화   | 누구나 있다, 다이어트 해주세요, 모든 걸 안다                         | 2016년 8월 30일  |
| 10화  | 상속자들, 벌거숭이, 우리 집에 누가 산다                              | 2016년 9월 6일   |
| 11화  | 이거 사라, 층간초음파, 한 번에 두개                                  | 2016년 9월 13일  |
| 12화  | 나 갇혔었다, 눈에는 눈, 이건 응모야                                  | 2016년 9월 20일  |
| 13화  | 한치 앞도 보이지 않아, 누워있는 만화, 사랑의 메시지                  | 2016년 9월 27일  |
| 14화  | 드론 침공, 잠을 자고 싶다, 히어로 조                                 | 2016년 10월 4일  |
| 15화  | 우리는 워터파크에, 통닭X통닭, 아들은 보통 부모님을 속이지            | 2016년 10월 11일 |
| 16화  | 하늘에서, 발, 행방불명 인가보다                                      | 2016년 10월 18일 |
| 17화  | 영어화 가족, 일어나라, 파이어                                        | 2016년 10월 25일 |
| 18화  | 5점당 소원 1개, 분실, 자전거 배워                                    | 2016년 11월 1일  |
| 19화  | 빵이야 빵야, 목소리, 실링팬                                          | 2016년 11월 8일  |
| 20화  | 개인정보, 초능력, 힘                                                 | 2016년 11월 15일 |
| 21화  | 아이 깜짝이야, 야간산행, 천리안                                      | 2016년 11월 22일 |
| 22화  | 날씨어때, 내 옷엔, 열려라 참깨                                       | 2016년 11월 29일 |
| 23화  | 자세, 창밖의 남자, 천리안2                                           | 2016년 12월 6일  |
| 24화  | 리무진, 앗 내 폰, 외워                                               | 2016년 12월 13일 |
| 25화  | GO!, 잃어버린 돈을 찾아서, 조석이 가방에                             | 2016년 12월 20일 |
| 26화  | 벽에, 아버타, 감                                                     | 2016년 12월 27일 |

#### 스페셜 1 - 효 크러쉬(2018)
| 회차 | 제목          | 방송 일자        |
| ---- | ------------- | ---------------- |
| 1화  | 효 크러쉬     | 2018년 11월 15일 |
| 2화  | 낙지          | 2018년 11월 15일 |
| 3화  | 몇백          | 2018년 11월 15일 |
| 4화  | 가족 머리카락 | 2018년 11월 15일 |
| 5화  | 힘내라        | 2018년 11월 15일 |
| 6화  | 재활용 빌런   | 2018년 11월 15일 |

#### 스페셜 2 - 이어서 하자(2019)
| 회차 | 제목        | 방송 일자       |
| ---- | ----------- | --------------- |
| 1화  | 이어서 하자 | 2019년 4월 25일 |
| 2화  | 헌 집 줄게  | 2019년 4월 25일 |
| 3화  | 인사이더    | 2019년 4월 25일 |
| 4화  | 시계        | 2019년 4월 25일 |
| 5화  | 유행        | 2019년 4월 25일 |
| 6화  | 백원만      | 2019년 4월 25일 |

#### 스페셜 3 - 붕어빵 부자(2019)
| 회차 | 제목          | 방송 일자       |
| ---- | ------------- | --------------- |
| 1화  | 문            | 2019년 9월 11일 |
| 2화  | 붕어빵 부자   | 2019년 9월 11일 |
| 3화  | 강당 무대     | 2019년 9월 11일 |
| 4화  | 나무          | 2019년 9월 11일 |
| 5화  | 살아있는 시체 | 2019년 9월 11일 |
| 6화  | 만보기        | 2019년 9월 11일 |

#### 시즌 2(2020)
| 회차 | 제목                                   | 방송 일자       |
| ---- | -------------------------------------- | --------------- |
| 1화  | 효자 2, 살아있는 생선, 고라니 2        | 2020년 5월 19일 |
| 2화  | 주인공, 인형을 뽑기, 롱파카            | 2020년 5월 26일 |
| 3화  | 기계, 쉿, 캠핑부자                     | 2020년 6월 2일  |
| 4화  | 옷, 엄마 아빠 없는 날, 고급주택        | 2020년 6월 9일  |
| 5화  | 컴퓨터, 스포일러, 옥상                 | 2020년 6월 16일 |
| 6화  | 방탈출, 귀중한 귀중품, 잘생긴 조석     | 2020년 6월 23일 |
| 7화  | 책상, 집이야, 모자,선글라스,마스크     | 2020년 6월 30일 |
| 8화  | 뭐뭐고치, 금목걸이, 체육의 신          | 2020년 7월 7일  |
| 9화  | 근육, 멱살, 레이저맨                   | 2020년 7월 14일 |
| 10화 | 금발, 탈의, 트램펄린                   | 2020년 7월 21일 |
| 11화 | 왕, 내 얼굴에 침을 뱉어라, 무슨 드라마 | 2020년 7월 28일 |
| 12화 | 철벽, 이웃사촌, 미니어쳐               | 2020년 8월 4일  |
| 13화 | 천사들의 도시, 탈모인, 삐쳐서 말 안해  | 2020년 8월 11일 |
| 14화 | VR, 같은 옷, 비밀열쇠                  | 2020년 8월 18일 |
| 15화 | 사진을 보다가, 아 찍지마, 1등          | 2020년 8월 25일 |
| 16화 | 형광자, 겨울여름, 주머니               | 2020년 9월 1일  |
| 17화 | 니 전화번호, 보조출연, 안경 워Z        | 2020년 9월 8일  |
| 18화 | 인형의 집, 게임, 절벽남                | 2020년 9월 15일 |
| 19화 | 나만 빼고 다, 가족주차, 인형같은 가족  | 2020년 9월 22일 |
| 20화 | 뜻밖의, 새 아파트 새 통닭, 방송장비    | 2020년 9월 29일 |

#### 스페셜 4 - 스펙타클 임팩트맨(2020)
| 회차 | 제목                           | 방송 일자        |
| ---- | ------------------------------ | ---------------- |
| 1화  | 스펙타클 임팩트맨              | 2020년 11월 24일 |
| 2화  | 빔                             | 2020년 11월 24일 |
| 3화  | 아이덴티티23                   | 2020년 11월 24일 |
| 4화  | 당숙 어르신                    | 2020년 11월 24일 |
| 5화  | OK 계획대로 되고 있었어 하이브 | 2020년 11월 24일 |
| 6화  | 소개하죠 이쪽은                | 2020년 11월 24일 |

#### 시즌 3(2021)
| 회차 | 제목                                                                            | 방송 일자       |
| ---- | ------------------------------------------------------------------------------- | --------------- |
| 1화  | 천연 기념물, 간병마감, 집들이                                                   | 2021년 5월 5일  |
| 2화  | 2017 다이어트, 웨딩 애봉, 시험                                                  | 2021년 5월 12일 |
| 3화  | 비밀치킨, 화장실 털이, 새학기 선물                                              | 2021년 5월 19일 |
| 4화  | 열쇠, 번지점프, 가발의 모험                                                     | 2021년 5월 26일 |
| 5화  | 너의 학년은, 집을 빌려드립니다, 에피소드 15                                     | 2021년 6월 2일  |
| 6화  | 만화가는 만화로 말해, 제 자전거도 좀, 싱크홀                                    | 2021년 6월 9일  |
| 7화  | 은혜, 이천원, 치킨 어게인                                                       | 2021년 6월 16일 |
| 8화  | 나도 웹툰작가, 공포의 집, 약골잔치                                              | 2021년 6월 23일 |
| 9화  | SNS맨, 그림아빠, 너의 그 점                                                     | 2021년 6월 30일 |
| 10화 | 종이, 대미지, 학예회                                                            | 2021년 7월 7일  |
| 11화 | 백야, 순정만화, 반바지                                                          | 2021년 7월 14일 |
| 12화 | 코디, 경찰남친, 겨울 옷차림                                                     | 2021년 7월 21일 |
| 13화 | 두려움이 없는 고등학생, 일진이 많이 사납다, 수영복을 입고 어디까지 갈 수 있나요 | 2021년 7월 28일 |
| 14화 | 사랑, 다른 여자, 키아누 형님                                                    | 2021년 8월 4일  |
| 15화 | 짝사랑, 첫 사랑니, 양심의 소리                                                  | 2021년 8월 11일 |
| 16화 | 뭄무, 진짜 숨어, 종교외출 때 성당 감                                            | 2021년 8월 18일 |
| 17화 | 무브무브, 성함이, 까마귀                                                        | 2021년 8월 25일 |
| 18화 | 상의, 아빠가 고민이 있어, 머리                                                  | 2021년 9월 1일  |
| 19화 | 무럭무럭, 사슴인간, 뻐꾸기 시계                                                 | 2021년 9월 8일  |
| 20화 | 학교에 가져가면 안 되는 것, 평행세계, 봉투                                      | 2021년 9월 15일 |
| 21화 | 요즘 사위, 조석, 조카가 농구를 해요                                             | 2021년 9월 22일 |
| 22화 | 변비, 입맛이 맞았다, 비상만화                                                   | 2021년 9월 29일 |

#### 스페셜 5 - 엔젤전설(2021)
| 회차 | 제목              | 방송 일자       |
| ---- | ----------------- | --------------- |
| 1화  | 엔젤전설          | 2021년 8월 12일 |
| 2화  | 시간의 아파트     | 2021년 8월 12일 |
| 3화  | 클론              | 2021년 8월 12일 |
| 4화  | 공간창출          | 2021년 8월 12일 |
| 5화  | 손님              | 2021년 8월 12일 |
| 6화  | 나 대신 네가 가라 | 2021년 8월 12일 |

#### 마음의소리 애니메이션 제작과정을 소개합니다!(2021)
2021년 8월 22일부터 2021년 9월 22일까지 애니맥스,니켈로디언(니켈로디언에서는 쉬는시간에서만 방영함.)에서 공개했다.
| 회차 | 제목                                   | 방송 일자       |
| ---- | -------------------------------------- | --------------- |
| 1화  | 작가들 소개,제작사 소개,제작과정 소개. | 2021년 8월 22일 |
| 2화  | 성우진들의 인사말                      | 2021년 9월 1일  |
| 3화  | (제목을 알 수 없음.)                   | 2021년 9월 12일 |
| 4화  | (제목을 알 수 없음.)                   | 2021년 9월 22일 |

## 마음의 소리: 숲 속의 생활
2017년 7월 20일에 특별판으로 개봉 예정이었지만, PLAY 툰 연재로 무산되었다. 이후 관련 자료를 찾아볼수없다. 참고로 이 영화는 원작에서 연재가 되지 않았으므로 연재한 작품이 아닌 영화 제작인 특별판이었다.

### 러닝 타임
90분.

### 등급
12세 이상 관람가.

### 제작사
PLAY 툰 연재 시작으로 인해, 배급이 취소되고 그 후에 영화까지 무산되고 말았다.
- 두루픽스(Durufix)
- 레인보우 브릿지 스튜디오(Rainbow bridge animation studio)
- 스튜디오N(StudioN)
- 넥스트엔터테인먼트월드(Next Entertainment World)

### 등장인물
- 조석
- 최애봉
- 조준
- 권정권(조석 엄마)
- 조철왕(조석 아빠)
- 민식이[12]

### 줄거리
조석과 가족들이 숲속으로 야영을 갔을때, 자다가 일어나보니 야영도구가 다 사라져 있었다?! 과연 조석과 가족들은 숲 속에서 생존할 수 있을지!

## 마음의 소리: 수상한 이웃
마음의소리 극장판. 스튜디오N과 두루픽스 측에서 2021년 12월에 미니무비가 공개되고 2022년 6월에 마음의소리 수상한이웃을 넷플릭스에 공개하고 추후 2023년에 CGV등의 영화관에도 개봉한다 라고 발표했다. 또 레인보우 브릿지 스튜디오 마음의소리 팀장(윤석진)은 '마음의소리 극장판은 완성되었지만, 계약문제로 상영하기 어렵다'라고 발표했다.

### 개봉일
- 2021년 12월:미니무비 공개
- 2022년 6월:넷플릭스 공개
- 2023년:영화관 대개봉

### 러닝 타임
85분.

### 등급
12세 이상 관람가.

### 제작사
- 제작/배급 : 레인보우 브릿지 스튜디오(Rainbow bridge animation studio)
- 공동제작 : 스튜디오N
- 애니메이션 제작: 두루픽스(Durufix)
- 애니메이션 제작: 고 픽쳐스 (GO! PICTURES)
- 시나리오: 명량한 스토리(Mungrang han story)
- 사운드 애딧: 레츠고 V (Lets go victory)

### 삽입곡 및 백그라운드 뮤직

#### 백그라운드 뮤직
1. 떨림 (달빛녀 [레츠고 V])

2. 나타났다! (달빛녀 [레츠고 V])

3. 알았어 (달빛녀 [레츠고 V])

4. 해피해피 (Dj Hong PD)

5. 오마이! (Dj Hong PD)

6. 꺄악! (김와우 [레츠고 V])

7. 신나는 음악 (김와우 [레츠고 V])

8. 댄스~ (달빛녀 [레츠고 V])

#### 삽입곡
1. 마음의소리 주제가 (Dj Hong PD)

2. 내소개를 하지 (Dj Hong PD,김와우 [레츠고 V])

### 등장인물
- 조석
- 최애봉
- 조준
- 권정권(조석 엄마)
- 조철왕(조석 아빠)
- 수상한 이웃들
- 아랫집 아들

## 게임
스웨이모바일이 비디오 게임인 마음의소리M 서비스를 2019년 5월 31일 종료하였다. 2018년 11월 26일에 출시한 이후 약 6개월(187일)만이다. 마음의소리M은 네이버 웹툰 '마음의 소리'를 기반으로 개발된 벽돌깨기 스타일의 퍼즐 게임이다. 2019년 5월 2일부로 신규 다운로드와 인앱 결제가 차단되었으며, 2019년 5월 31일까지 환불 신청을 받았다. 스웨이모바일 관계자는 "‘마음의소리M'을 이용해주신 고객님과 오랫동안 함께하고 싶었으나, 여건상 지속적인 서비스 제공이 어렵다는 판단으로 서비스 종료라는 힘든 결정을 내리게 되었습니다"라고 전하였다. 비디오 게임 마음의소리M 외에도 마음의소리를 원작으로 한 디펜스 게임도 존재한다.
2014년에 마음의소리 게임이 출시되었다, 하지만 2021년 4월 2일날 환생캐가 4개월째 안나와서 그것마저도 서비스종료가 되었다.

## 같이 보기
- 마음의 소리 (시트콤)
- 마음의 소리: 얼간이들
- 조의 영역

### 내용주
1. ↑  제목에서 ‘마음의’와 ‘소리’ 사이에 띄어쓰기가 없는 것은, 오자가 아닌 조석 만화가가 정한 정식 제목이다. 파생된 작품들에서는 '마음의 소리'로 표기한다.